# Walter M-202
Walter M-202 byl pístový, letadlový, dvouválcový, dvoudobý vzduchem chlazený plochý motor s reduktorem a elektrickým nebo ručním spouštěčem. Byl vyráběn českou firmou Walter mezi lety 1994 až 2000. Motor byl určen pro pohon závěsných kluzáků a ultralehkých letadel v tažném i tlačném provedení.  Dvouválec s maximálním výkonem 48 kW měl být nejmenším typem z připravované nové řady pístových motorů pro všeobecné letectví.

## Vznik a vývoj
Předchozími dvouválcovými motory vyráběnými jinonickou továrnou byl invertní Walter A z roku 1946 a plochý, horizontální Walter Atom z roku 1934. Pro pohon ultralehkých a amatérských letadel se v 70. a 80. letech v Československu používaly upravené motory z automobilů Trabant a především rakouské Rotaxy. Po transformaci na akciovou společnost (1991) se v Jinonicích rozhodli obnovit vývoj a výrobu leteckých pístových motorů. K jeho zrodu došlo v době, kdy už podle vyjádření redakce časopisu Letectví & kosmonautika z roku 1994 probíhala na jeho stránkách více než desetiletá diskuze o naléhavé potřebě motoru pro lehká amatérská letadla a také o jeho vhodných vlastnostech, parametrech a koncepci. V letech 1991-1994 byl kolektivem vedeným konstruktérem ing. Jiřím Vyčítalem vyvinut a odzkoušen motor M-202, který vznikl jako nová konstrukce na základě prototypu motoru M-30, původně navrženého VUT Brno, určeného k sériové výrobě v jinonické továrně rozhodnutím GŘ VHJ Aero. Motor M-202 získal od Státní letecké inspekce typové osvědčení způsobilosti k leteckému provozu č. 94-10 dle předpisů L8/S a JAR 22H  v listopadu 1994. Celkem do roku 2000 bylo vyrobeno 12 motorů M-202. Zkušenosti z vývoje a výroby motoru M-202 se měly stát základnou pro projektovaný motor Walter M-204.  

## Popis motoru
Plochý, horizontální dvoudobý dvouválec M-202 s protilehlými válci byl vybaven reduktorem otáček na principu páru jednoduchých čelních kol se šikmým ozubením. Byl řešen s ohledem na optimální možnost přímého chlazení obou válců bez použití ventilátoru, měl vysoký měrný výkon i bez použití šoupátkového rozvodu a celá jeho konstrukce byla zaměřena na docílení vysoké spolehlivosti chodu a dlouhé životnosti. Čelní reduktor se šikmými zuby byl na motoru umístěn v zadní části skříně mezi klikovým hřídelem (povrch zpevněn balotinováním, tj. tryskáním skleněnými kuličkami) a setrvačníkem, čímž bylo dosaženo abnormálně krátké stavební délky motoru a současně to mělo výhodu pro řešení torzního systému. Motor byl vybaven účinným tlumičem torzních kmitů v reduktoru. Enormní tepelné namáhání pístů (v oblasti dna pístu až 420°C, v oblasti pístních kroužků 250°C) bylo sníženo použitím technologie plazmatického nástřiku vytvořením tepelné, cermetové bariéry s vrchním vrstvou na bázi stabilizovaného oxidu zirkoničitého (ZrO2).
Motor byl vybaven magneto-elektrickým bezkontaktním zapalováním kondenzátorového typu (elektrický spouštěč z automobilu Fiat 126 P) a zdrojem stejnosměrného proudu. Každý válec byl vybaven samostatným karburátorem Bing. Palivové čerpadlo bylo vybaveno regulací tlaku paliva. Otáčky motoru byly kontrolovány elektronickým otáčkoměrem. Výfukový systém měl účinný tlumič hluku. K zážehu směsi docházelo v obou válcích současně, což si vyžádalo i speciální konstrukci reduktoru otáček s tlumičem torzních kmitů, na kterou byl Ing. Jiřímu Vyčítalovi, Ing. Janu Součkovi a Ing. Oldřichu Javoříkovi udělen český patent č. 282940. Řešení patentem se týkalo tlumení torzních kmitů u mechanických soustav s tuhými převody, a přenášejícím nerovnoměrný krouticí moment jako například soustava letecký pístový spalovací motor - reduktor - vrtule.
Motor byl certifikován dle předpisu JAR 22H a dlouhodobou zkouškou ověřena doba do generální opravy na 400 provozních hodin. Program byl ale z rozhodnutí vedení podniku Walter a.s. a vlastníků v roce 2000 ukončen.

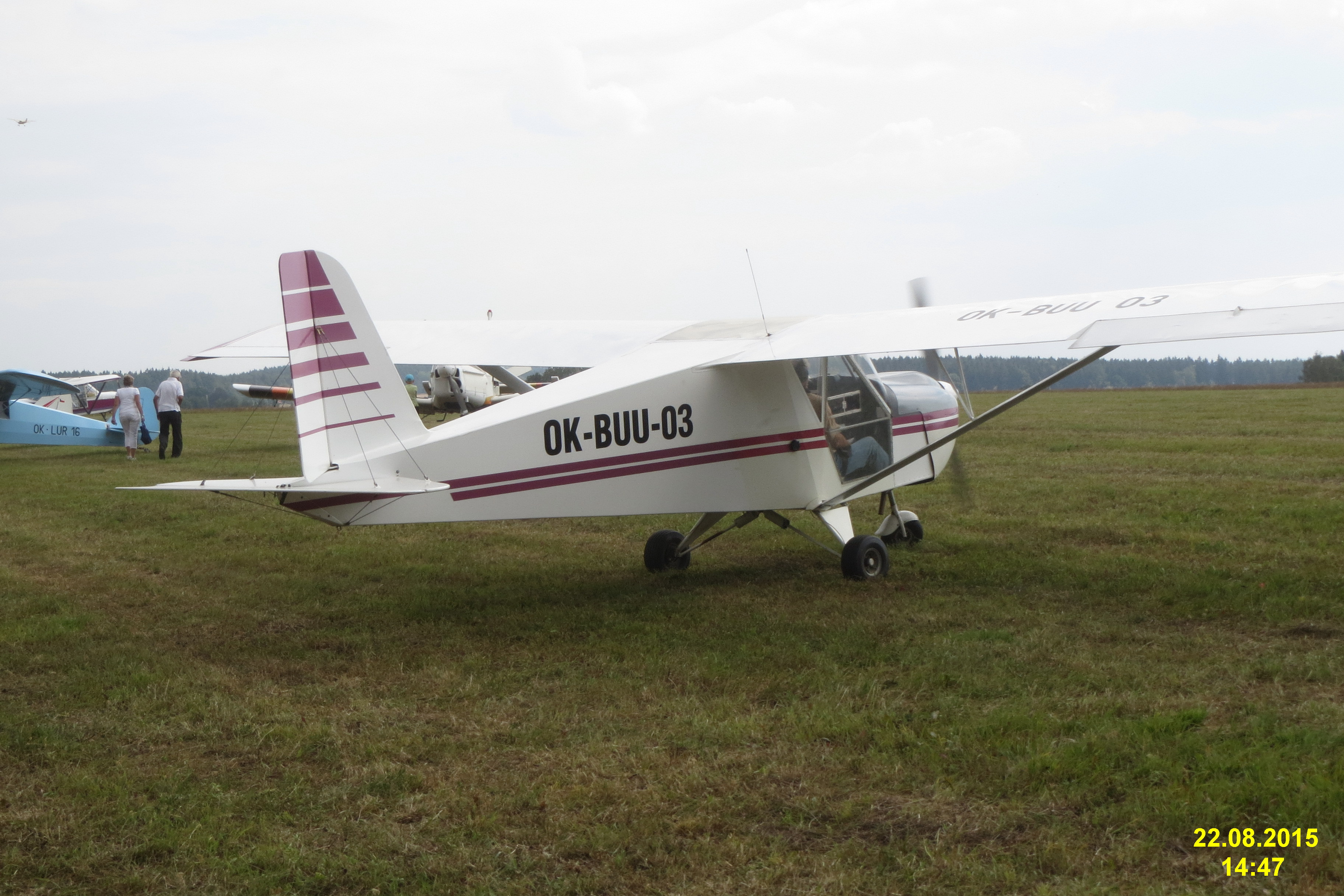
Orličan Ornis M-7

## Použití
Motor byl použit na podnikovém, lehkém zemědělském letounu ZA-01 (J. Zimák/Agropodnik Zálší, OK-006) a na ultralightu MF-1 Vážka (OK-YUH 02), postaveném amatérsky v havlíčkobrodském aeroklubu. Provozován byl i na letounech Ornis M-7 (Orličan Choceň, OK-BUU-03), Aero Vodochody Hroch a MAT-20 (ConAir, OK-EUU 41 resp. OK-ZUH-05).

## Specifikace
Data dle

### Hlavní technické údaje
- Typ: pístový vzduchem chlazený, dvouválcový dvoudobý plochý motor
- Zdvihový objem motoru: 676 cm³ při vrtání 82 mm a zdvihu 64 mm
- Délka: 424 mm
- Šířka: 566 mm
- Výška: 426 mm
- Hmotnost suchého motoru (tj. bez příslušenství): 32 kg

### Součásti
- Rozvod sání: řízen pístem
- Zapalování: magnetoelektrické, zdroj proudu 150 W-12V
- Příprava palivové směsi: 2 karburátory Bing, palivové čerpadlo 20-40 kPa
- Mazací soustava: směs oleje a benzínu 1:50, stálá náplň oleje v reduktoru
- Chladicí soustava: chlazení vzduchem
- Vrtule: čtyřlistá dřevěná s pevným nastavením listů, smysl otáčení vlevo, max. 2350 ot/min
- Převod na vrtuli (reduktor): 1:2,676

### Výkony
- Maximální vzletový výkon: 48 kW při 6300 ot/min
- Maximální trvalý výkon: 41 kW
- Maximální cestovní výkon: 31 kW
- Spotřeba paliva při cest. režimu: 10-16 l/h, oktanové číslo min. 96

## Galerie

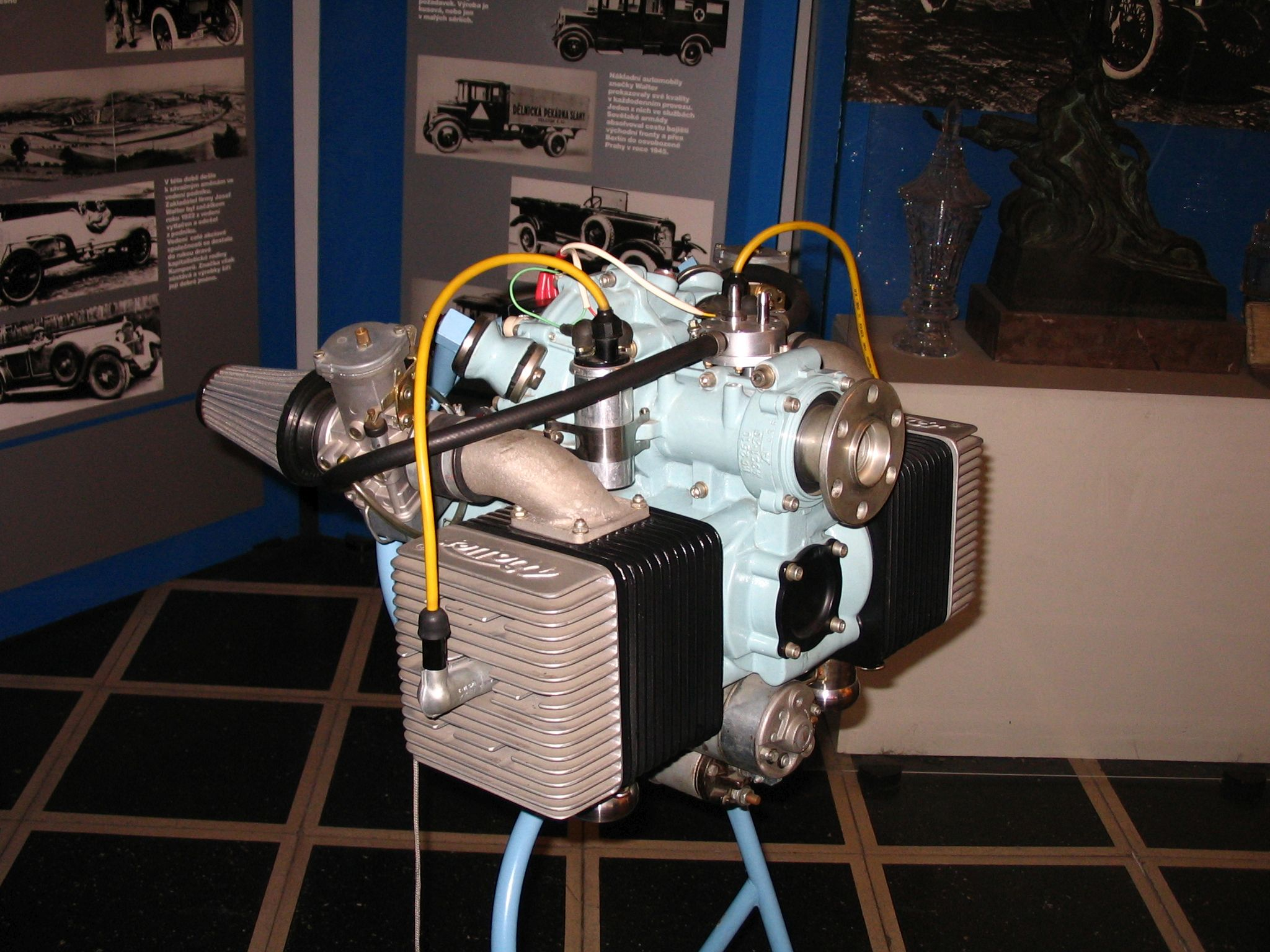
Walter M-202
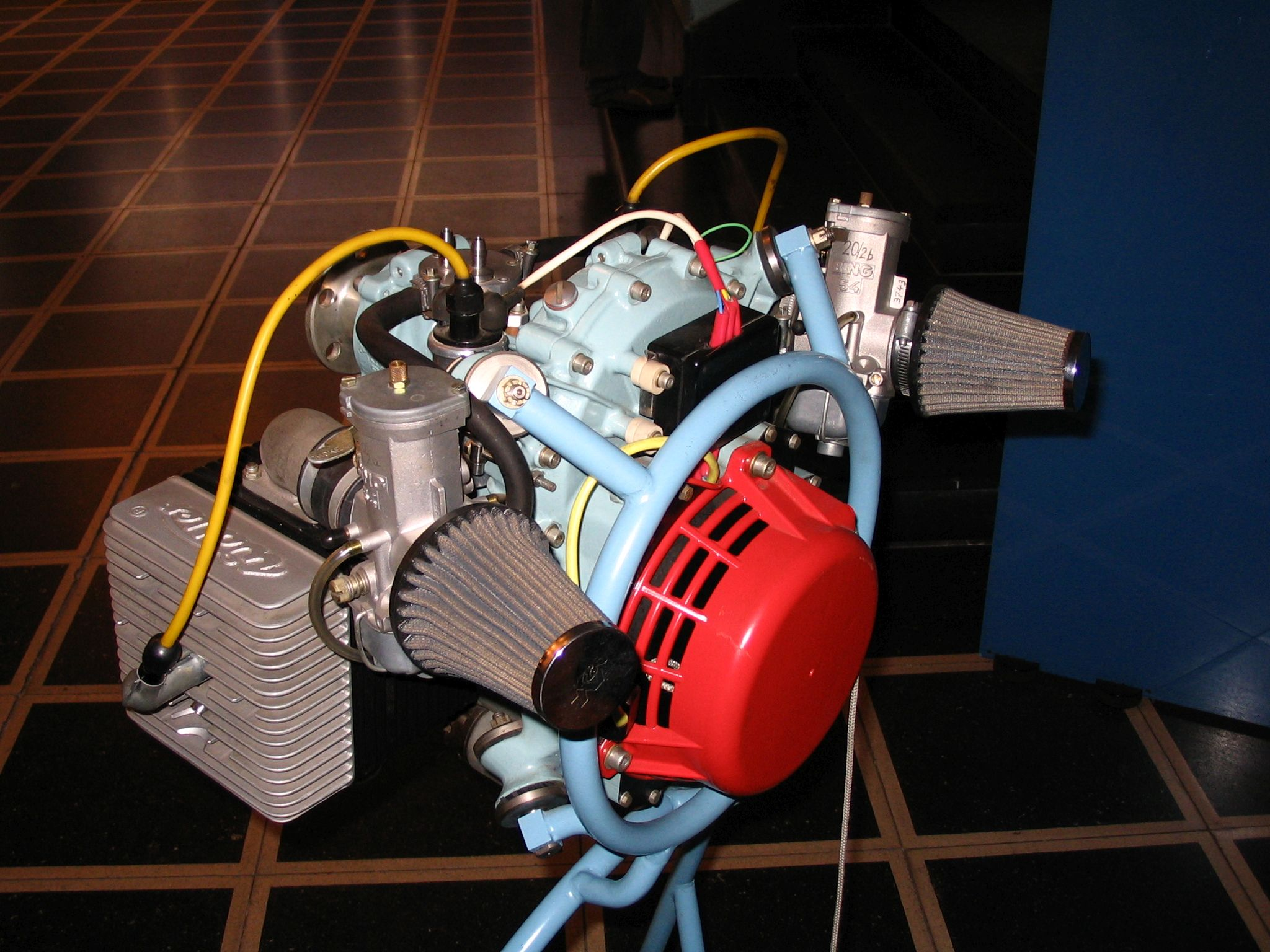
Walter M-202
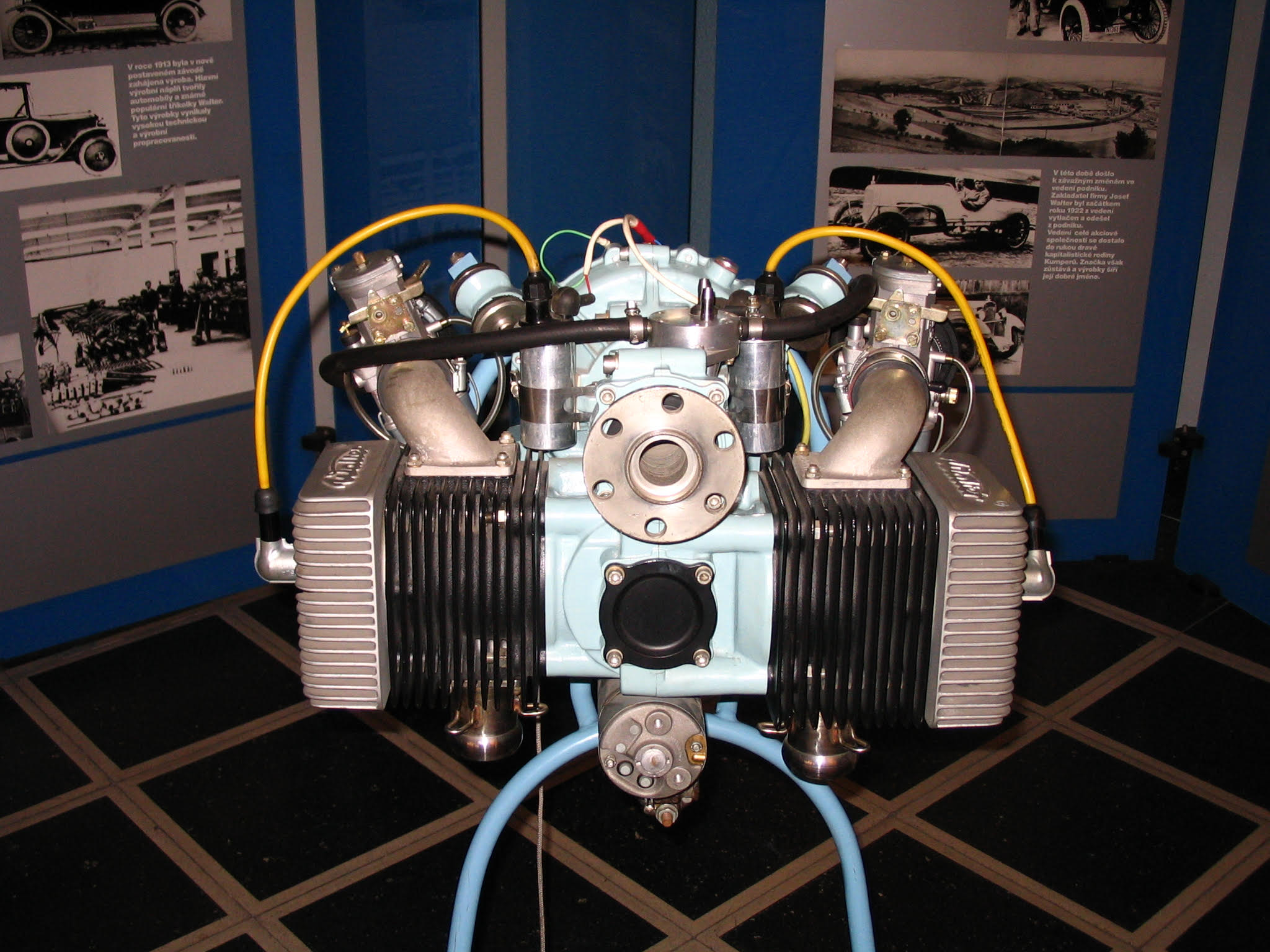
Walter M-202